# 佳讯全媒体
佳讯全媒体（英語：Best News Entertainment），前称中华电视网（英語：World TV，简称WTV）是新西兰的一家传媒机构。除电视频道外，佳讯全媒体还经营着新西兰华人之声广播电台、门户网站“936中华网”以及廣告代理等业务。

## 概况

中华电视网标志

2000年6月，中华电视网开播，开播时共有6套卫星电视频道。旗下免费地面频道WTV 28和WTV 29频道分别于2007年和2012年开播，通过Freeview平台覆盖新西兰全境。其中TV28（原名CTV8）是全新西兰第一家进入地面数字电视平台的华语电视频道，每天大量播出香港凤凰卫视资讯台节目，周一至周五并机播出华人之声AM936的《我爱纽西兰》和《新闻今日谈》（与凤凰卫视同名节目无关）节目；WTV 29（原名TV9）于2012年开播时为全英文频道，其后每天大量转播中国中央电视台中文国际频道（亚洲版）节目，并在部分时段播出自办节目。频道于2021年9月停播。中华电视网除免费地面电视频道外，也曾与香港TVB合作，在新西兰推出“TVB Anywhere”付费电视业务，包括三个自办频道（WTV 28及WTV综合台、WTV粤语台）以及数十套转播频道；现已与TVB终止合作。
2004年2月，中华电视网创立了“华人之声”广播电台，为现今新西兰最大的中文广播电台，共有三套广播频率，当中包括AM936、FM99.4以及104.2华人音乐台（目前已停播）等电台频道，通过地面广播、卫星及互联网播出。除了本地新闻信息和自制节目外，还转播美国、香港、台湾、中国大陆等地的电台节目。
2021年，原中华电视网宣布清盘，旗下资产转由佳讯全媒体持有。目前拥有AM936华人之声新闻台与Love FM99.4交通音乐广播，两个中文频道。